# Московский Пасхальный фестиваль

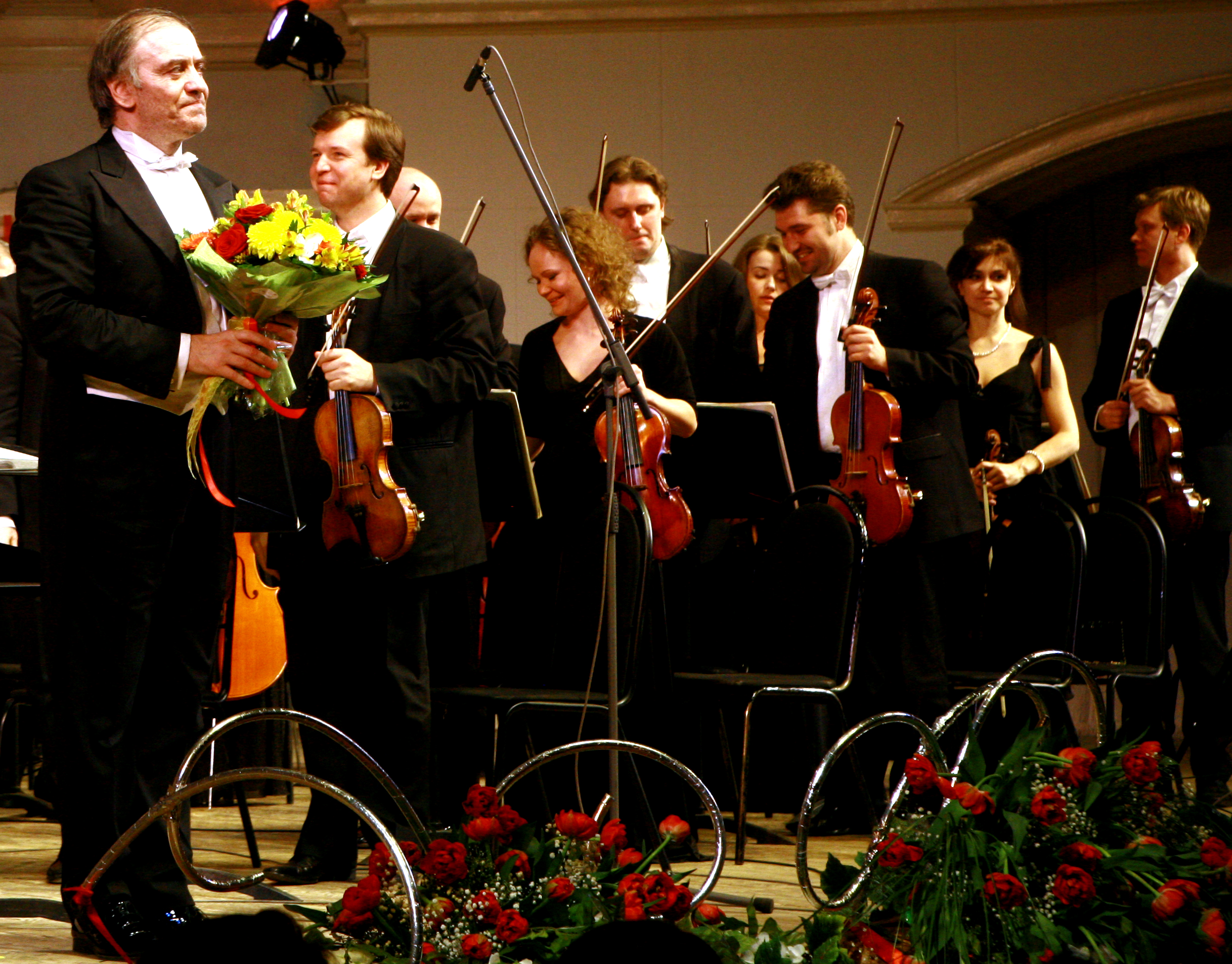
Гергиев и группа альтов Мариинского театра. Слева направо: Валерий Гергиев, Юрий Афонькин, Александр Шелковников, Лина Головина, Евгений Барсов, Ольга Неверова, Олег Ларионов, Каринэ Барсегян, Андрей Петушков (Москва, КЗЧ, 2009 год).

Моско́вский Пасха́льный фестива́ль — ежегодный российский фестиваль классической музыки и колокольного звона, основанный по инициативе главного дирижёра Мариинского театра маэстро Валерия Гергиева и мэра Москвы Юрия Лужкова.

## История
Фестиваль был организован в 2002 году его бессменным художественным руководителем Валерием Гергиевым и директором (в 2002—2003 годах) Эдуардом Бояковым при поддержке мэра Москвы Юрия Лужкова сначала как однократный музыкальный смотр, события которого составляли симфоническую, хоровую и звонильную программы. В дальнейшем было принято[кем?] решение проводить фестиваль ежегодно, и в 2003 году при поддержке президента России Владимира Путина Московский Пасхальный фестиваль стал всероссийским, в программу мероприятий добавились концерты камерной музыки. Если в первый год было проведено только 20 концертов в Москве (большинство из которых предполагали[уточнить] бесплатный допуск публики), то ныне[когда?] проходит от 100 до 120 в разных городах России и ближнего зарубежья.
Начиная с фестиваля 2008 года маэстро Валерий Гергиев со своим оркестром для передвижения по России использует специальный поезд, перевозящий исполнителей и инструменты. Как неоднократно отмечала пресса в конце 2010‑х — начале 2020‑х годов, на протяжении интенсивной программы «музыкального марафона» симфонический оркестр Мариинского театра почти ежедневно переезжает из города в город, нередко выступая (в полном или камерном составе) в нескольких концертах в день.
Весной 2020 года, на фоне карантина, вызванного пандемией COVID-19, было принято решение перенести фестиваль на более поздний срок[значимость факта?].